# Červnatci
Červnatci (Ceriantharia) jsou skupina korálnatců, jejíž zástupci vzhledem připomínají pravé sasanky. Polypi červnatců si vytvářejí obytnou rourku, kterou zapouštějí hluboko do substrátu dna: umožňují jim to specializované žahavé buňky zvané ptychocysty a vylučovaný hlen. Žijí solitérně, láčku mají rozdělenou šesti přepážkami a na okrajích ústního disku jim vyrůstají dlouhá, tenká chapadla (okolo samotného přijímacího otvoru pak chapadla krátká). Vodu z láčky vypuzují otvorem na svém spodním konci. Tělo, podobně jako u pravých sasanek, nevyztužuje vnější kostra. Červnatci mohou být různě zbarvení, například červnatec sasankový (Cerianthus membranaceus) se vyznačuje modrými, černými či bílými rameny.
Jde o protandrické hermafrodity, nejprve tedy produkují samčí a teprve později samičí pohlavní buňky.
Za popisnou autoritu červnatců je pokládán Perrier (1893). Skupina se dělí do dvou nižších taxonů, Penicillaria a Spirularia. Byli pokládáni za blízké příbuzné korálnatců trnatců (Antipatharia), společný taxon se označoval jako Ceriantipatharia. Molekulární fylogenetika však tuto hypotézu zavrhla. Červnatci představují svébytnou linii korálnatců, mj. díky atypické rychlosti molekulární evoluce, a mohou představovat sesterskou skupinu všech ostatních šestičetných (genetické analýzy ale podpořily i jiné hypotézy). V literatuře reflektující tyto analýzy tak mohou červnatci vystupovat jako samostatná podtřída.